# Slettfjell
Slettfjell är ett berg i Antarktis. Det ligger i Östantarktis. Norge gör anspråk på området. Toppen på Slettfjell är 1 473 meter över havet, eller 155 meter över den omgivande terrängen. Bredden vid basen är 3,5 km.
Terrängen runt Slettfjell är platt åt sydväst, men åt nordost är den kuperad. Trakten är obefolkad. Det finns inga samhällen i närheten. 